# Internationella marxistiska tendensen
Internationella marxistiska tendensen (IMT) (engelska: International Marxist Tendency, spanska: Corriente Marxista International – CMI) är en internationell revolutionär marxistisk organisation som finns i ett 30-tal länder.
Deras internationella organ In Defence of Marxism redigeras av Alan Woods. Sidan är flerspråkig och publicerar artiklar om internationella händelser från ett marxistiskt perspektiv, såväl som ett stort antal historiska och teoretiska artiklar.

## Historia
IMT bildades efter att Kommittén för en arbetarinternational (CWI) splittrades 1992. Kända företrädare för IMT är Ted Grant, Alan Woods och Rob Sewell.
Socialisten var fram till våren 2010 den svenska sektionen av IMT, men efter att majoriteten lämnade IMT ombildades tidningen under namnet Avanti, som senare bytte namn till Revolution. Revolution ger ut en tidning med samma namn, Revolution, samt driver webbplatsen marxist.se.  I januari 2024 bestämde de sig för att ombilda organisationen till Revolutionära kommunistiska partiet (RKP).

## IMT:s sektioner

Uppdaterad karta över IMT:s sektioner i rött.

| Sektion                         | Namn på originalspråk                                                        | Namn på engelska                      | Översättning                                            | Hemsida                                                    | Orientering                        |
| ------------------------------- | ---------------------------------------------------------------------------- | ------------------------------------- | ------------------------------------------------------- | ---------------------------------------------------------- | ---------------------------------- |
| Argentina                       | Revolución                                                                   | Revolution                            | Revolution                                              | https://argentinamilitante.org/                            |                                    |
| Australien                      | Revolution Australia                                                         | Revolution Australia                  | Revolution Australien                                   | http://revolutionaustralia.org/                            |                                    |
| Belgien                         | Vallonien: Révolution Flandern: Vonk                                         | Revolution The Spark                  | Revolution Gnistan                                      | http://marxiste.be/ http://www.vonk.org/                   |                                    |
| Bolivia                         | Lucha de Clases                                                              | Class Struggle                        | Klasskamp                                               | http://www.luchadeclases.org.bo/ Arkiverad 26 January 2021 |                                    |
| Bosnien och Hercegovina Serbien | Црвена Критика Crvena Kritika                                                | Red Critique                          | Röd kritik                                              | http://www.crvenakritika.org/                              |                                    |
| Brasilien                       | Esquerda Marxista                                                            | Marxist Left                          | Marxistisk vänster                                      | http://www.marxismo.org.br/                                | Partido Socialismo e Liberdade     |
| Colombia                        | Colombia Marxista                                                            | Marxist Colombia                      | Marxistiska Colombia                                    | https://colombiamarxista.com/                              |                                    |
| Danmark                         | Revolution                                                                   | Revolution                            | Revolution                                              | https://revosoc.dk/                                        |                                    |
| El Salvador                     | Bloque Popular Juvenil                                                       | United Front of the Youth             | Ungdomens förenade front                                | http://www.bloquepopularjuvenil.org/                       |                                    |
| England Wales                   | Socialist Appeal                                                             | Socialist Appeal                      | Socialistisk apell                                      | http://www.socialist.net/                                  | Labour                             |
| Frankrike                       | Révolution                                                                   | Revolution                            | Revolution                                              | http://www.marxiste.org/                                   | La France Insoumise                |
| Grekland                        | Επανάσταση Epanástasi                                                        | Revolution                            | Revolution                                              | http://www.marxismos.com/                                  |                                    |
| Guatemala                       | Bloque Popular Juvenil                                                       | United Front of the Youth             | Ungdomens förenade front                                | http://bloquepopularjuvenil.org/                           |                                    |
| Honduras                        | Izquierda Marxista                                                           | Marxist Left                          | Marxistisk vänster                                      | https://izquierdamarxista.wordpress.com/                   |                                    |
| Indonesien                      | Militan                                                                      | Militant                              | Militant                                                | http://www.militanindonesia.org/                           |                                    |
| Italien                         | Sinistra classe rivoluzione                                                  | Left, Class, Revolution               | Vänster, klass, revolution                              | http://www.rivoluzione.red/ http://www.marxismo.net/       |                                    |
| Kanada Quebec                   | Socialist Fightback Quebec: La Riposte socialiste                            | Socialist Fightback                   | Socialistisk motattack Quebec: Det socialistiska svaret | https://www.marxist.ca/ https://www.marxiste.qc.ca/        | Quebec: Québec solidaire           |
| Katalonien                      | L'Octubre                                                                    | October                               | Oktober                                                 | https://marxista.cat/                                      |                                    |
| Mexiko                          | La Izquierda Socialista                                                      | The Socialist Left                    | Socialistiska vänstern                                  | http://www.laizquierdasocialista.org/                      | Movimiento Regeneración Nacional   |
| Marocko                         | رابطة العمل الشيوعي Rābita al-'amal al-shuyu'ī                               | Communist League                      | Kommunistiska förbundet                                 | https://www.marxy.com/                                     |                                    |
| Nederländerna                   | Revolutie                                                                    | Revolution                            | Revolution                                              | http://marxisten.nl/                                       | ROOD, socialistische jongeren      |
| Nigeria                         | Workers' Alternative                                                         | Workers' Alternative                  | Arbetaralternativ                                       | https://www.workersalternative.com/                        |                                    |
| Nordmakedonien                  | Нова искра                                                                   | New Spark                             | Nya gnistan                                             | http://novaiskra.mk/                                       |                                    |
| Norge                           | Revolusjon                                                                   | Revolution                            | Revolution                                              | http://marxister.no/                                       |                                    |
| Nya Zeeland                     | Socialist Appeal                                                             | Socialist Appeal                      | Socialistisk appell                                     | http://www.socialist.org.nz/                               |                                    |
| Pakistan                        | لال سلام Lal Salaam                                                          | Red Salute                            | Röd hälsning                                            | https://www.marxist.pk/                                    |                                    |
| Polen                           | Czerwony front                                                               | Red Front                             | Röd front                                               | http://czerwonyfront.org/                                  |                                    |
| Portugal                        | Colectivo Marxista                                                           | Marxist Collective                    | Marxistiskt kollektiv                                   | https://www.colectivomarxista.org/                         |                                    |
| Ryssland                        | Враг Капитала Vrag Kapitala Марксистская Тенденция Marksistskaya Tendentsiya | Enemy of the Capital Marxist Tendency | Kapitalets fiende Marxistiska tendensen                 | https://www.1917.com/ https://marxist.news/                |                                    |
| Schweiz                         | Tyskspråkiga Schweiz: Der Funke Romandiet: L'étincelle                       | The Spark                             | Gnistan                                                 | http://www.derfunke.ch/                                    | JUSO Schweiz                       |
| Skottland                       | Revolution                                                                   | Revolution                            | Revolution                                              | http://revolution.scot/                                    |                                    |
| Spanien                         | Lucha de Clases                                                              | Class Struggle                        | Klasskamp                                               | http://www.luchadeclases.org/                              |                                    |
| Sverige                         | Revolutionära kommunistiska partiet                                          | Revolutionary communist party         |                                                         | http://www.marxist.se/                                     |                                    |
| Sydafrika                       | Revolution                                                                   | Revolution                            | Revolution                                              | http://marxist.co.za/                                      |                                    |
| Taiwan                          | 火花 Huǒhuā                                                                  | The Spark                             | Gnistan                                                 | https://marxist.tw/                                        |                                    |
| Tyskland                        | Der Funke – Marxistische Linke                                               | The Spark – Marxist Left              | Gnistan: marxistisk vänster                             | https://www.derfunke.de/                                   | Die Linke                          |
| USA                             | Socialist Revolution                                                         | Socialist Revolution                  | Socialistisk revolution                                 | http://socialistrevolution.org/                            |                                    |
| Ukraina                         | Коммуна Kommuna                                                              | Commune                               | Kommun                                                  | https://marxistua.com/                                     |                                    |
| Venezuela                       | Lucha de Clases                                                              | Class Struggle                        | Klasskamp                                               | https://www.luchadeclases.org.ve/                          | Alternativa Popular Revolucionaria |
| Österrike                       | Der Funke                                                                    | The Spark                             | Gnistan                                                 | http://www.derfunke.at/                                    | Sozialistische Jugend Österreich   |